# Omar Santacruz
Edgar Omar Santacruz Mendiola  (Telám, México, 13 de enero de 1977). Es un futbolista mexicano que jugó como medio ofensivo.

## Trayectoria
Se inició en las fuerzas básicas del Club América donde empezó como profesional subiendo al primer equipo, hizo su debut el día de su cumpleaños el 13 de enero de 1997, en un partido que ganó su club 2-1 frente al Santos Laguna; el encargado de debutarlo fue Jorge Solari.
Con el club tuvo escasa participación y tras sólo jugar un torneo fue transferido al Club León, donde igual sin tener la continuidad deseada y se quedó sin jugar por varios años hasta que recaló en el Lagartos de Tabasco división de ascenso para el Apertura 2003 donde fue pieza clave del club lo que basto para que el León le contratará está vez jugando en la segunda categoría.
Luego se ganó un importante contrato en 2005 con el Deportes Quindío de Colombia, en donde fue el goleador del equipo y culminó su carrera.

### Clubes
| Club                        | País                | Año         | Partidos | Goles | Media |
| --------------------------- | ------------------- | ----------- | -------- | ----- | ----- |
| Club América                | México              | 1997        | 4        | 0     | 0     |
| Club León                   | México              | 1997 - 1998 | 18       | 0     | 0     |
| Ángeles de Puebla           | México              | 1999 - 2000 | 18       | 6     | 0.33  |
| Querétaro Fútbol Club       | México              | 2000        | 14       | 5     | 0.36  |
| Tiburones Rojos de Veracruz | México              | 2000 - 2001 | 33       | 11    | 0.33  |
| Tampico Madero Fútbol Club  | México              | 2001 - 2002 | 24       | 7     | 0.29  |
| Lagartos de Tabasco         | México              | 2003 - 2004 | 27       | 10    | 0.37  |
| Club León                   | México              | 2004        | 6        | 4     | 0.67  |
| Deportes Quindío            | Colombia            | 2005 - 2006 | 22       | 12    | 0.55  |
| Total en su carrera         | Total en su carrera | 1997 - 2006 | 166      | 55    | 0.33  |

## Selección nacional

### Categorías menores
Sub-20
| Mundial                                | Sede    | Resultado        |
| -------------------------------------- | ------- | ---------------- |
| Copa Mundial de Fútbol Juvenil de 1997 | Malasia | Octavos de final |

- Datos: Q11798203